# Marlo Sweatman
Marlo Carmen Sweatman (Herndon, 1 december 1994) is een Jamaicaans – Amerikaans voetbalster die in het seizoen 2017/18 uitkwam voor PEC Zwolle. Op 19 april werd bekendgemaakt dat haar contract voortijdig werd ontbonden. Door een uitnodiging voor de nationale ploeg van Jamaica, kwam ze niet meer in actie in het lopende seizoen.

## Carrièrestatistieken
| Seizoen                      | Club            | Land            | Competitie      | Competitie | Competitie | Beker | Beker | Internationaal | Internationaal | Overig | Overig | Totaal | Totaal |
| Seizoen                      | Club            | Land            | Competitie      | Wed.       | Dlp.       | Wed.  | Dlp.  | Wed.           | Dlp.           | Wed.   | Dlp.   | Wed.   | Dlp.   |
| ---------------------------- | --------------- | --------------- | --------------- | ---------- | ---------- | ----- | ----- | -------------- | -------------- | ------ | ------ | ------ | ------ |
| 2017/18                      | PEC Zwolle      | Nederland       | Eredivisie      | 12         | 1          | 1     | 0     | –              | –              | –      | –      | 13     | 1      |
| Carrière totaal              | Carrière totaal | Carrière totaal | Carrière totaal | 12         | 1          | 1     | 0     | 0              | 0              | 0      | 0      | 13     | 1      |
| Bijgewerkt tot 21 april 2018 |                 |                 |                 |            |            |       |       |                |                |        |        |        |        |